# Synagoga w Dereczynie
Synagoga w Dereczynie – nieistniejąca, murowana bożnica w Dereczynie. Wzniesiona prawdopodobnie w drugiej połowie XVIII w., została zburzona podczas II wojny światowej.

## Historia
Historia społeczności żydowskiej w Dereczynie sięga początków XVII wieku. Główną, murowaną synagogę wzniesiono w miejscowości prawdopodobnie w drugiej połowie XVIII wieku, możliwe, że w tym samym okresie, w którym ród Sapiehów budował tu swoją posiadłość. Synagogę przebudowano w późniejszym okresie. W drugiej połowie XIX wieku, gdy trzy czwarte mieszkańców Dereczyna było pochodzenia żydowskiego, znajdowały się tu jeszcze trzy dalsze bożnice.
W okresie międzywojennym synagoga prawdopodobnie została poddana remontowi generalnemu. Zniszczono ją podczas II wojny światowej.

## Architektura

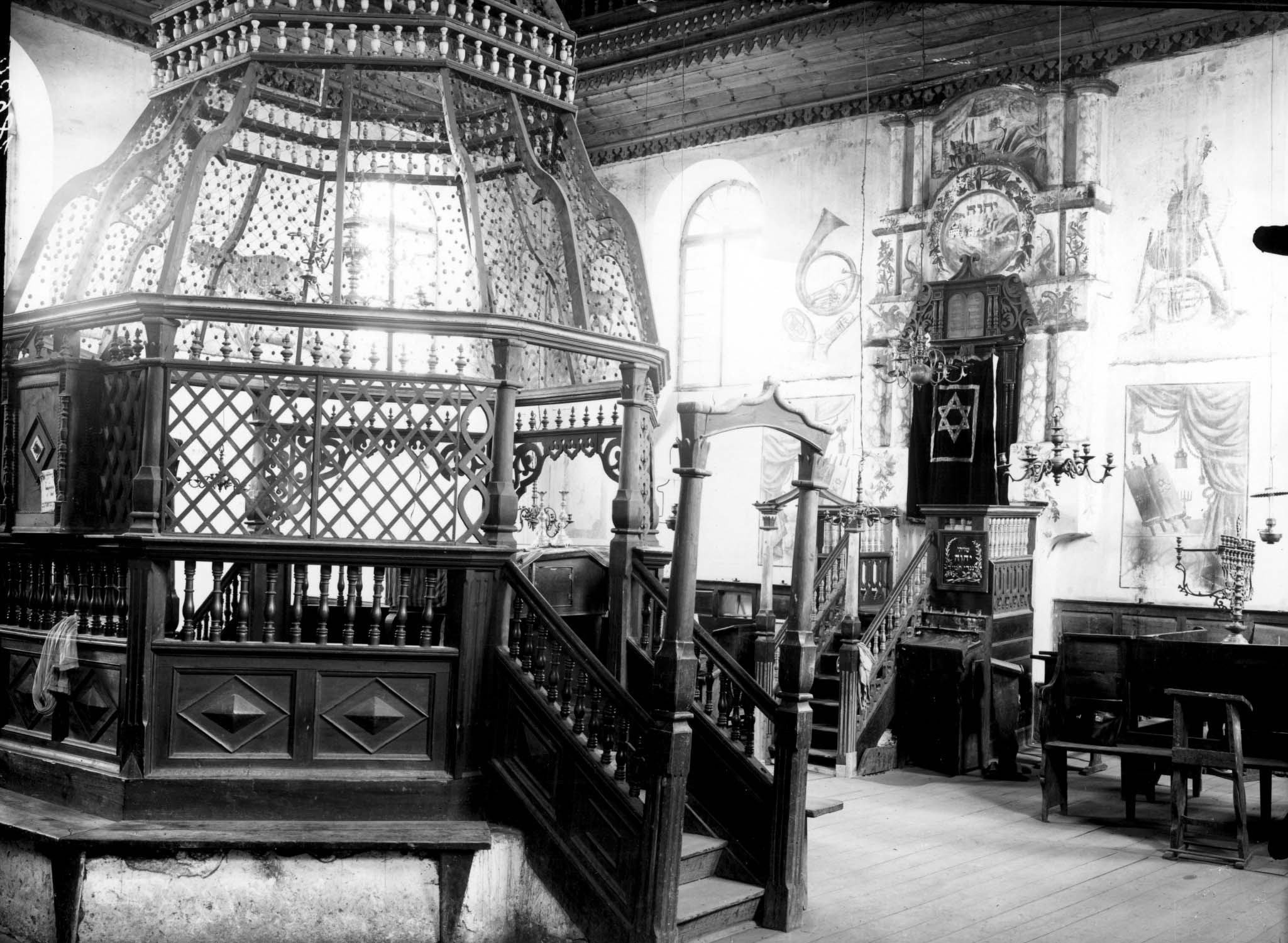
Wnętrze sali, między 1919 a 1939 rokiem

Synagoga była murowanym, prostopadłościennym budynkiem z opilastrowanymi narożnikami, odbiegającym wyglądem od okolicznych, wyraźnie ufortyfikowanych bożnic. Przesklepione półkoliście okna zostały głęboko osadzone w ścianach. Budynek wieńczył dwukondygnacyjny dach łamany. W pewnym okresie do południowej ściany przylegał babiniec, który później rozebrano. Do sali głównej wchodziło się przez sień rozdzieloną na część dla mężczyzn i kobiet, nad którą najpewniej znajdowała się empora dla kobiet.
Ściany sali głównej zostały pokryte polichromią: znalazły się tu przedstawienia zwierząt z Miszny, czy instrumenty muzyczne, a po bokach aron ha-kodesza namalowano uchylone zasłony, za którymi widać było rodały. Murowany, trzykondygnacyjny aron ha-kodesz był również polichromowany. Sala zwieńczona była wbudowanym w poddasze pozornym sklepieniem na fasecie. W centrum znajdowała się bima w formie drewnianej altany na podmurowaniu, z dwukondygnacyjnym baldachimem o kształcie kopuły z siatką z nawleczonymi drewnianymi kuleczkami rozpiętą między deskami.